# Torre Gardello

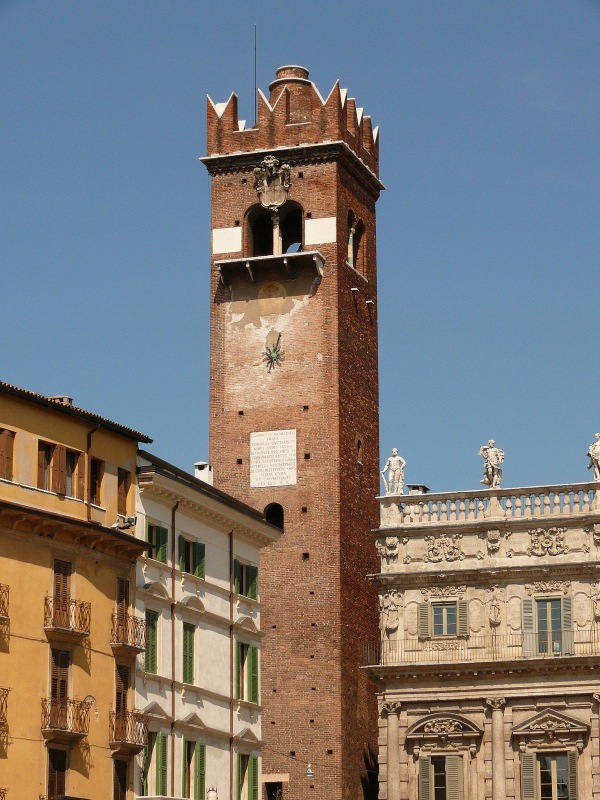
Cima de la Torre Gardello, en Verona.

La Torre Gardello es una estructura medieval ubicada en la ciudad de Verona, cerca de la céntrica Piazza delle Erbe.

## Historia y descripción
En el punto donde se alza la torre Gardello, anteriormente existía una casa-torre, probablemente perteneciente a la familia Gardello, de la que heredó su nombre. Esta torre fue restaurada y erigida en 1370 por Cansignorio della Scala, posiblemente según un diseño de Giovanni da Ferrara o su hijo; el príncipe Scaligeri la mandó erigir, junto con el reloj de campana que se instaló allí, para promover el prestigio de la familia y la ciudad. 
Con esta intervención, el edificio adquirió su aspecto prácticamente definitivo, aunque sufrió nuevas obras en 1626, cuando la estructura se elevó ligeramente mediante la construcción de un tejado troncocónico, que le dio su altura final de 44 metros.
Una placa con la inscripción «TEMPORE, MARMOREAM / QUO CANSIGNORIUS URBAM REXIT / LEGE PIUS, TURRIM DISTINXIT ET HORAS / SCALIGER, AETERNIS TITULIS QUI DIGNA PEREGIT, / BIS SEPTEM LUSTRIS ANNI IN MILLE TRECENTIS» recuerda cómo, en 1370, por primera vez en Verona, sonó desde la torre un reloj de campana que daba las horas del día. 
El mecanismo para mover las esferas y la esfera externa se instalaron en 1421; solo en 1661 (o quizás a finales del siglo XVIII) se instaló otro reloj con esfera en la ciudad, en ese caso en la cercana, pero más alta, Torre Lamberti.
El campanario de la Torre Gardello es fácilmente identificable desde el exterior gracias a la presencia de ventanas geminadas con columnas centrales. La campana original, de 1,8 toneladas de peso, obra del maestro Jacopo y con el escudo de armas de la ciudad, una imagen del santo patrón Zenón y algunas inscripciones en caracteres góticos, se exhibe actualmente en el museo de Castelvecchio.